# Royal Excelsior SC
El Royal Excelsior SC fue un equipo de fútbol belga de Bruselas que alguna vez jugó en la Primera División de Bélgica, la máxima categoría de fútbol en el país.

## Historia
Fue fundado en el año 1904 en la capital Bruselas con el nombre Excelsior SC de Bruxelles como parte del club multideportivo Excelsior de Bruxelles, pero fue hasta 1926 que fue inscrito ante la Real Federación Belga de Fútbol con la matrícula nº20 y cambió su nombre por el más reciente en 1929.
En la temporada 1908/09 ingresaron por primera vez a la Primera División de Bélgica, liga en la que estuvieron por 5 temporadas consecutivas hasta su descenso en la temporada de 1912/13.
En 1935 la institución cierra operaciones en su sección de fútbol, por lo que el equipo desaparece mientras jugaba en las categorías regionales, dejando un registro de 5 temporadas en la Primera División de Bélgica donde deja un registro de 106 partidos, de los cuales ganó 30, empató 19 y perdió 57, anotó 142 goles y recibió 247.

## Curiosidades
Vincent Kompany era parte de la institución mientras entrenaba para competir en atletismo en su adolescencia por el talento atlético que tenía, pero él decidió practicar el fútbol como deporte.